# Powiedz to, Gabi
Powiedz to, Gabi – film obyczajowy z 2003 w reżyserii Rolanda Rowińskiego.
Okres zdjęciowy trwał od 30 czerwca do 18 lipca 2002. Plenery: Warszawa

## Obsada aktorska
- Andrzej Chyra – Borys
- Marta Chodorowska – Gabi
- Magdalena Cielecka – Baśka, dziewczyna Borysa
- Krzysztof Globisz – Michał, redaktor naczelny
- Jan Frycz – biznesmen
- Gabriela Kownacka – aktorka
- Alicja Jachiewicz – pianistka Maria Egier
- Joanna Jabłczyńska – Gośka, siostra Gabi
- Antonina Federowicz – Monika, siostra Gabi
- Teresa Szmigielówna – pani Zofia, matka biznesmena
- Piotr Borowski – mechanik, kochanek aktorki
- Ireneusz Kozioł – dresiarz
- Wiesław Cichy – dresiarz
- Henryk Gołębiewski – dozorca kortów tenisowych
- Michał Breitenwald – tenisista
- Piotr Najsztub – anioł stróż
- Marek Bogucki
- Daria Chmielewska – matka z dzieckiem
- Rafał Guźniczak – chłopak Gabi
- Tomasz Ignaczak – policjant
- Grzegorz Kowalczyk
- Krzysztof Lach – Maciuś
- Edyta Łukaszewicz-Lisowska
- Mariusz Malinowski
- Michał Markuszewski
- Rafał Rossa
- Grzegorz Sakowicz
- Aleksandra Szyłło – zakonnica
- Justyna Steinkeller – barmanka
- Renata Tomaszewska – Renata, sekretarka redaktora naczelnego
- Robert Wabich – policjant
- Robert Żołędziewski – pracownik basenu

## Nagrody
- nominacja na 28. Festiwalu Polskich Filmów Fabularnych w 2003 roku w kategorii Najlepszy Film.